# Nikolai Dmitrijewitsch Bartram

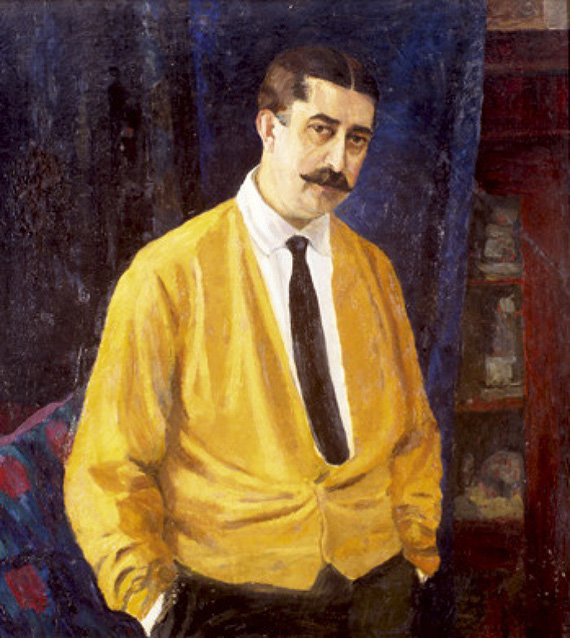
Nikolai Dmitrijewitsch Bartram (Jewdokija Iwanowna Lossewa, 1920er Jahre)

Nikolai Dmitrijewitsch Bartram (russisch Николай Дмитриевич Бартрам; * 24. Augustjul. / 5. September 1873greg. in Semjonowka, Ujesd Lgow; † 13. Juli 1931 in Moskau) war ein russischer Künstler, Museumsleiter und Sammler.

## Leben
Bartrams Vater war der Aquarellist Dmitri Ernestowitsch Bartram, der in seiner kleinen Werkstatt Holzspielzeug herstellte. Dort lernte Bartram früh das Werken und Zeichnen. 1889–1891 studierte er an der Moskauer Hochschule für Malerei, Bildhauerei und Architektur bei Wassili Nikolajewitsch Bakschejew und Nikolai Awenirowitsch Martynow. Vor dem Abschluss kehrte er seiner schwachen Gesundheit wegen nach Hause zurück. Dort richtete er eine Lehrwerkstatt für die Herstellung von Holzspielzeug ein, die er 10 Jahre lang leitete. Beim Studium der Geschichte des russischen Spielzeugs lernte er die Arbeiten des Historikers Iwan Jegorowitsch Sabelin und der Ethnographin Wera Nikolajewna Charusina kennen, die er dann auch persönlich kennenlernte.
Bartram sammelte Spielzeug und stellte eine stetig wachsende Sammlung von in- und ausländischem Spielzeug zusammen. Von seinen Reisen in die Gouvernements brachte er Gürtel, alte Kopftücher, Sarafane und Alltagsgegenstände mit. 1900–1903 durchreiste er Europa und besuchte fast alle Spielzeugwerkstätten, deren Produkte er mitbrachte. Auch sammelte er Netsukes und Lehrbücher.

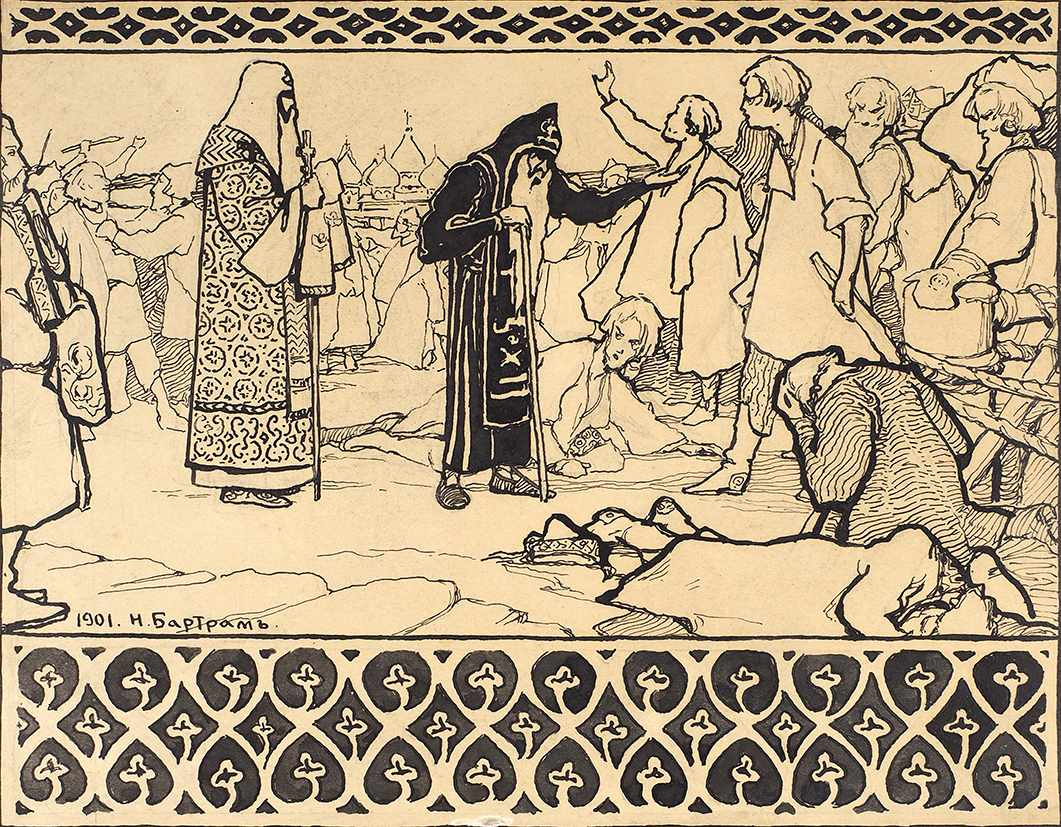
Unterwerfung

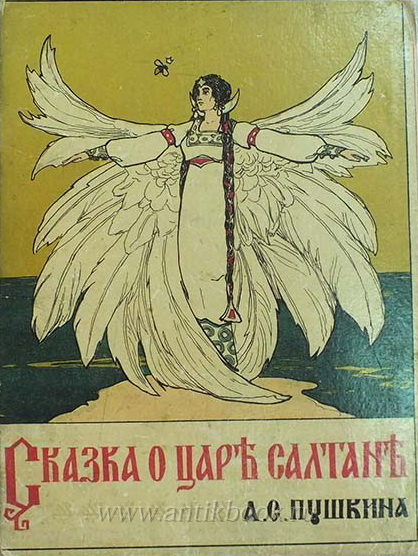
Puschkins Erzählung vom Zaren Saltan

1904 wurde Bartram Leiter der Kunstabteilung des 1885 gegründeten Handwerksmuseums des Moskauer Gouvernementssemstwos am Moskauer Leontjewski Pereulok, das von Sergei Timofejewitsch Morosow geleitet wurde. 1910 wurde auf Vorschlag Morosows das Handwerksmuseum ein Museum für Design mit einem künstlerisch-experimentellen Laboratorium mit Bartram an der Spitze. In der Spielzeugwerkstatt des Museums wurden Puppen mit Porzellanköpfen in russischen Volkstrachten hergestellt. Als erster schuf Bartram Architekturspielzeug mit originalgetreuen Modellen des Sucharew-Turms und anderer historischer Bauwerke. In einem Artikel der Zeitschrift Apollon begrüßte Alexander Nikolajewitsch Benois die Arbeit Bartrams. 1912 heiratete Bartram die Malerin Jewdokija Iwanowna Lossewa, die dann seine langjährige Mitstreiterin war. 1916 wurde Bartram Vorsitzender der Union der Künstler der dekorativen Kunst und des Kunstgewerbes (bis 1920). Einen Namen machte er sich auch als Illustrator von Büchern. Beispiele sind Bartrams Unterwerfung (1901) und Alexander Sergejewitsch Puschkins Erzählung vom Zaren Saltan (1916).
Nach der Oktoberrevolution wurde der Morosow-Besitz verstaatlicht, das Museum wurde das Museum für Volkskunst, und Bartram verlor seine Stelle dort. Bartram leitete nun die Kommission für dekorative Kunst des Hauptmuseumskollegiums des Volkskommissariats für Bildung der RSFSR. Er war Mitglied der Kommission für den Schutz der Kunstdenkmäler und Altertümer des Volkskommissariats für Bildung der RSFSR. Er wurde zum Wirklichem Mitglied der Staatlichen Akademie der Kunstwissenschaften gewählt.
1918 wurde auf Bartrams Initiative in Bartrams Moskauer Vierzimmerwohnung am Smolenski Bulwar das von ihm geleitete Spielzeugmuseum eröffnet. Die Ausstellung wurde stetig mit Objekten aus verstaatlichten Herrenhäusern ergänzt. Auch legte er eine Sammlung von Kinderporträts des 18. und 19. Jahrhunderts an. 1925 baute er für die Exposition internationale des Arts Décoratifs et industriels modernes in Paris die russische Abteilung auf. Im gleichen Jahr wurde das Spielzeugmuseum mit Bartram als Direktor in dem von Domenico Gilardi erbauten Chruschtschow-Selesnjow-Herrenhaus an der Moskauer Pretschistenka untergebracht. 1931 erhielt es seinen endgültigen Standort in Sagorsk gegenüber dem Dreifaltigkeitskloster.